# Psychotria polycarpa
Psychotria polycarpa là một loài thực vật có hoa trong họ Thiến thảo. Loài này được (Miq.) Hook.f. miêu tả khoa học đầu tiên năm 1880.